# Hydroptila ate
Hydroptila ate är en nattsländeart som beskrevs av Malicky 1997. Hydroptila ate ingår i släktet Hydroptila och familjen smånattsländor. Inga underarter finns listade i Catalogue of Life.